# آمارا ترائوره
آمارا ترائوره (انگلیسی: Amara Traoré؛ زادهٔ ۲۵ سپتامبر ۱۹۶۵) یک بازیکن فوتبال اهل سنگال است.
وی همچنین در تیم ملی فوتبال سنگال بازی کرده‌است.